# 小行星73883
小行星73883（73883 Asteraude）是一颗绕太阳运转的小行星，为主小行星带小行星。该小行星于1997年2月16日发现。

## 轨道参数
小行星73883的轨道半长轴为2.3637075 UA，离心率为0.149。